# Horst Ludwig Meyer
Horst Ludwig Meyer (né le 18 février 1956 à Schwenningen; mort le 15 septembre 1999 à Vienne) était un terroriste allemand de la Fraction armée rouge.

## Biographie
Il devient ingénieur. De 1975 à 1979, il travaille comme électricien, puis comme vendeur dans un kiosque.
En 1984, il devient membre de la troisième génération avec sa femme Barbara Meyer. En 1987, il vit un moment au Liban. 
Il est soupçonné de l'assassinat de Karl Heinz Beckurts, avec son chauffeur Eckhard Groppler  et de Ernst Zimmerman.
Le 23 décembre 1991, il participe à une attaque à la bombe à Budapest contre 29 juifs soviétiques. L'explosion ne se déroule pas comme prévu en raison d'un défaut de conception.
En septembre 1999, un an après la dissolution de la RAF, ils sont contrôlés par la police à Vienne , avec Andrea Klump, ils tentent de s'échapper, il tire son pistolet et ouvre le feu sur les agents autrichiens. Selon l'enquête de police Klump et Meyer vivaient à Vienne depuis 1995,.
Il est enterré à Stuttgart.